# Hearts of the World
Hearts of the World (Alternativtitel: Love’s Struggle) ist ein amerikanischer Propagandafilm aus dem Jahr 1918. Regie führte der Regisseur, Drehbuchautor, Filmproduzent und Schauspieler D. W. Griffith. Die Hauptrollen spielen Lillian Gish, Dorothy Gish, Ben Alexander und Robert Harron. Vor dem Hintergrund eines friedlichen französischen Dorfs, das vom Feind angegriffen wird, erzählt Griffith die Liebesgeschichte zwischen einem Soldaten und dessen Verlobten.

## Handlung
Die Geschichte beginnt kurz vor Beginn des Ersten Weltkriegs in einem kleinen französischen Dorf, das für seine idyllische Atmosphäre bekannt war. Ein Mädchen, welches bei ihren Großeltern lebt, verliebt sich in einen dort lebenden amerikanischen Jungen. Die beiden verloben sich. Einige Tage vor der Hochzeit werden Soldaten mobilisiert und die Männer ziehen in den Krieg. Auch der Junge fühlt sich verpflichtet, für das Land zu kämpfen, in dem er lebt.
In der zweiten Hälfte des Films werden Szenen vom Schlachtfeld gezeigt, welches sich nur wenige Kilometer vom Dorf entfernt befindet. Gezeigt werden unter anderem Kampfszenen in den Schützengräben, aber auch Szenen, in denen das Rote Kreuz Verletzte rettet. Die Szenen vom Schlachtfeld wechseln sich mit Szenen aus dem schon teilweise zerstörten Dorf ab. Deutsche Soldaten kommen dem Dorf immer näher, einige Bewohner fliehen und andere suchen Schutz in ihren Kellern. Nach einigen Kämpfen übernehmen die deutschen Soldaten das Dorf, wobei einige Charaktere getötet werden. Der Junge kommt nach einiger Zeit getarnt als deutscher Soldat in das Dorf zurück, um seine Geliebte zu finden, welche mit ihm vor den feindlichen Soldaten flüchtet. Nach einigen Kämpfen erobern die französischen Truppen die Stadt zurück.
Das Ende zeigt die Darsteller vereint. Beim gemeinsamen Essen erkennen sie eine Parade amerikanischer Soldaten, beginnen zu jubeln und schließen sich ihnen an. Dabei schwenken die Dorfbewohner sowie die Soldaten britische und amerikanische Flaggen.

## Hintergrund
Im Winter von 1916/1917 wurde D.W. Griffith ein Angebot vom Ausschuss des britischen Kriegsministeriums gemacht, einen Film über die Auswirkungen des Krieges auf Durchschnittsbürger zu produzieren. Die Intention dahinter war es, durch die Verteuflung und Verurteilung des Gegners die Unterstützung der US-amerikanischen Bevölkerung für Kriegseintritt der USA zu gewinnen. Gleichzeitig wurde der Film auch zur Rekrutierung von Soldaten verwendet. Den Auftraggebern war bewusst, dass solche fiktionale propagandistische Filme einen viel größeren Einfluss auf das öffentliche Bewusstsein haben als die offizielle Regierungspropaganda.
Als der Film veröffentlicht wurde, versuchte man, das gesamte Filmmaterial als authentisches, dokumentarisches, am Schlachtfeld aufgezeichnetes „Beweismaterial“ darzustellen. Heute weiß man jedoch, dass dem nicht so ist. D.W. Griffith war das einzige Crewmitglied, dem es erlaubt war, sich in der Nähe von den Schützengräben aufzuhalten. Sogar seinem Kameramann wurde der Zutritt verweigert. Somit sind Aufnahmen von tatsächlichen Schlachten nur in sehr wenigen Sequenzen des Films zu sehen. Teile des Films wurden in England gefilmt, unter anderem die Szenen vor Kriegsausbruch, der Großteil aber entstand in den Studios von Hollywood.